# 沢田和夫
沢田 和夫（澤田和夫、さわだ かずお、1919年12月9日 - 2024年4月11日）は、カトリック東京教区司祭。

## 来歴
東京大学法学部卒業。海軍将校として対米通訳の任にあたる。ローマ・ウルバノ大学（神学大学）を卒業し、カトリック教会司祭叙階。神学・哲学博士。上智大学・聖心女子大学専任講師を務めた。川口、清瀬、関口、浅草橋、各教会司祭を務めた。初期は山谷などで日雇労働者と交わり布教活動につとめた。
100歳を超えても司祭として活動している｡
2024年4月11日午前0時40分、老衰のため、入居先の施設にて死去、享年104歳であった。

## 家族
- 父 沢田節蔵 （外交官）
- 母 美代子（外交官大山綱介の娘）
- 兄 信夫
- 弟 昭夫（歴史学者）
- 弟 寿夫（法学者）

## 著書
- 『現代カトリシズム序説』東京創元社 1957
- 『キリストの建設』中央出版社 1968
- 『信仰の道と現代』ドン・ボスコ社 1969
- 『トマス・アクィナス研究』南窓社 1969
- 『沢田和夫著作集1 信仰と祈りへの招き』あかし書房 1979
- 『沢田和夫著作集2 キリストを待つ』あかし書房 1980
- 『沢田和夫著作集3 「神学大全」入門』あかし書房 1987
- 『詩編からの祈り』中央出版社 1985
- 『生き生きとした実践的信仰を育てる』オリエンス宗教研究所 1990/改訂版 2006
- 『詩のように歌のように』聖母の騎士社 1994
- 『まことにまことをささげる』南窓社 2002
- 『ヨハネによってイエスの福音を読みとる』女子パウロ会 2007

## 訳書
- 『ミステリウム・フィディ』パウロ六世 中央出版社 1965
- 『地上に平和を』ヨハネス23世 春秋社 1966
- 『霊のあふれの手記』シャルル・ド・フコー 中央出版社 1974/サンパウロ 2000
- 『マザーテレサ すばらしいことを神さまのために』マルコム・マゲッリッジ、女子パウロ会 1976
- 『主の美しさを仰ぎ見よ イコンとともに祈る』ヘンリー・ノーウェン、名古屋新世社 1988/第2版2000
- 『イエス・キリスト 人となられたみことば』（編訳） ドン・ボスコ社 1997
- 『聖霊とエウカリスチア』ラニエロ・カンタラメッサ、サンパウロ 2005
- 『聖母マリア マドンナの生涯 <上下> 』（監修・内山正幸訳）、ガブリエレ・マリア・ロスキーニ、天使館 2009